# Tatiana Goritcheva
 (octobre 2020).
 (septembre 2013).
Tatiana Goritcheva est une philosophe, dissidente et théologienne russe née à Léningrad (alors en URSS) en 1947.

## Biographie
Née le 12 août 1947, élevée dans l'athéisme, communiste, elle fait partie des jeunesses des Komsomols. Devenue professeur de philosophie marxiste après avoir étudié la philosophie à la faculté de l'université de Léningrad, elle éprouve le spleen avec l'existentialisme de Sartre et l'absurde de Camus, Nietzsche... Tatiana Goritcheva se convertit au christianisme en 1973 à l'âge de 26 ans. 
Elle rencontre un starets, fréquente les monastères russes, devient orthodoxe et découvre l'Église : « Elle nous est apparue comme l'unique ilot pur de la vie, dans l'océan d'un état mort. Elle est devenue l'antithèse de toute idéologie mortifiante ou abêtissante. Nous vivons dans un état où le pouvoir de l'idéologie est total. L'idéologie déforme la personnalité, alors que dans l'Église, l'individu atteint la plénitude de l'épanouissement » . 
Elle collabore ensuite à une revue féministe, « L'Almanach des femmes : Femmes et Russie », avec Tatiana Mamonova, Natalia Malakhovskaïa et Ioulia Voznessenskaïa, à des revues clandestines dissidentes, puis fonde à Léningrad avec quelques amies, dont Svetlana Sanova, le groupe  Maria (un mouvement féministe marial), écrit des livres pour témoigner de son cheminement vers Dieu et de sa conversion. Menacée d'internement dans un hôpital psychiatrique, comme certains de ses amis, elle doit s'exiler en 1980 (en France et ailleurs). Elle fait des conférences à l'étranger, comme à Madrid, sur le thème de la condition de la femme dans la société soviétique.
Elle a aussi fondé la Société chrétienne d'écologie à Saint-Pétersbourg (Russie).

### Vie personnelle
Elle a épousé Viktor Krivouline en 1974, qui a disparu en 2001.

## Écrits
- Nous, convertis d'Union Soviétique, Nouvelle Cité, Paris, 1983
- Parler de Dieu est dangereux, Desclée de Brouwer, 1985
- Filles De Job. Les féministes de « Maria » , Nouvelle Cité, Paris, 1989